# Савчук Орест Макарович
Орест Макарович Савчук (6 листопада 1936 року; Луків, Волинська область, Україна — 28 січня 2016 року; Дніпро, Україна) — український вчений механік, інженер, доктор технічних наук, професор, проректор з наукової роботи Дніпровського національного університету залізничного транспорту імені академіка В. Лазаряна.

## Біографія
Орест Макарович Савчук народився 6 листопада 1936 року на Волині.
У 1952—1957 роках начався на механічному факультеті Дніпровського інституту інженерів залізничного транспорту.
В 1959 році його направляють на роботу головним інженером колгоспу імені Комінтерну Васильківського району.
У 1961 році повернувся до ДІІТу, де почав працювати асистентом кафедри «Вагони та вагонне господарство».
1970 — присвоєння вченого звання «доцент».
У 1974 — 2003 роках працював завідувачем кафедри «Вагони та вагонне господарство». У 1977—1979 роках очолював партійну організацію інституту.
У 1979 — 1999 роках був проректором з наукової роботи.
У 1989 році йому було присвоєно вчене звання професора.
Член Академії транспорту України, Міжнародної транспортної академії, Транспортної академії РФ.
28 січня 2016 року Орест Савчук помер.

## Нагороди
- Орден Трудового Червоного Прапора;

- Грамота президії Верховної Ради УРСР;
- Почесна грамота Кабінету Міністрів України.

## Науковий доробок
Опублікував більше 200 наукових праць, у тому числі 36 патентів та авторських свідоцтв, 4 підручники і навчальні посібники. Підготував 11 кандидатів наук.

## Найважливіші публікації
- Применение электрического моделирования к решению задач строительной механики, связанных с расчетом вагонов [Рукопись]: дис. … канд. техн. наук : 022 / Орест Макарович Савчук ; наук. кер. В. А. Лазарян,1968. — 147с.

- Подвижной состав промышленного железнодорожного транспорта [Текст]: учеб. для техникумов промышленного ж.-д трансп. / В. А. Каблуков, О. М. Савчук, Н. Ф. Киричко. — Киев ; Донецк: Высшая школа, 1981. — 280 с.

- Оптимальное проектирование и совершенствование конструкций неподрессоренных деталей ходовых частей подвижного состава: дис. … д-ра техн. наук : 05.22.07. — Днепропетровск, 1988. — 474 с.

- Расчет грузовых вагонов на прочность при ударах [Текст]: учеб. пособие для вузов / Е. П. Блохин, И. Г. Барбас, Л. А. Манашкин, О. М. Савчук ; под ред. Е. П. Блохина. — Москва: Транспорт, 1989. — 230 с.

- Подвижной состав промышленного железнодорожного транспорта [Текст]: учеб. для техникумов промышленного ж.-д трансп. / В. А. Каблуков, О. М. Савчук, 1990. — 296 с.